# Valajaskoski vattenkraftverk

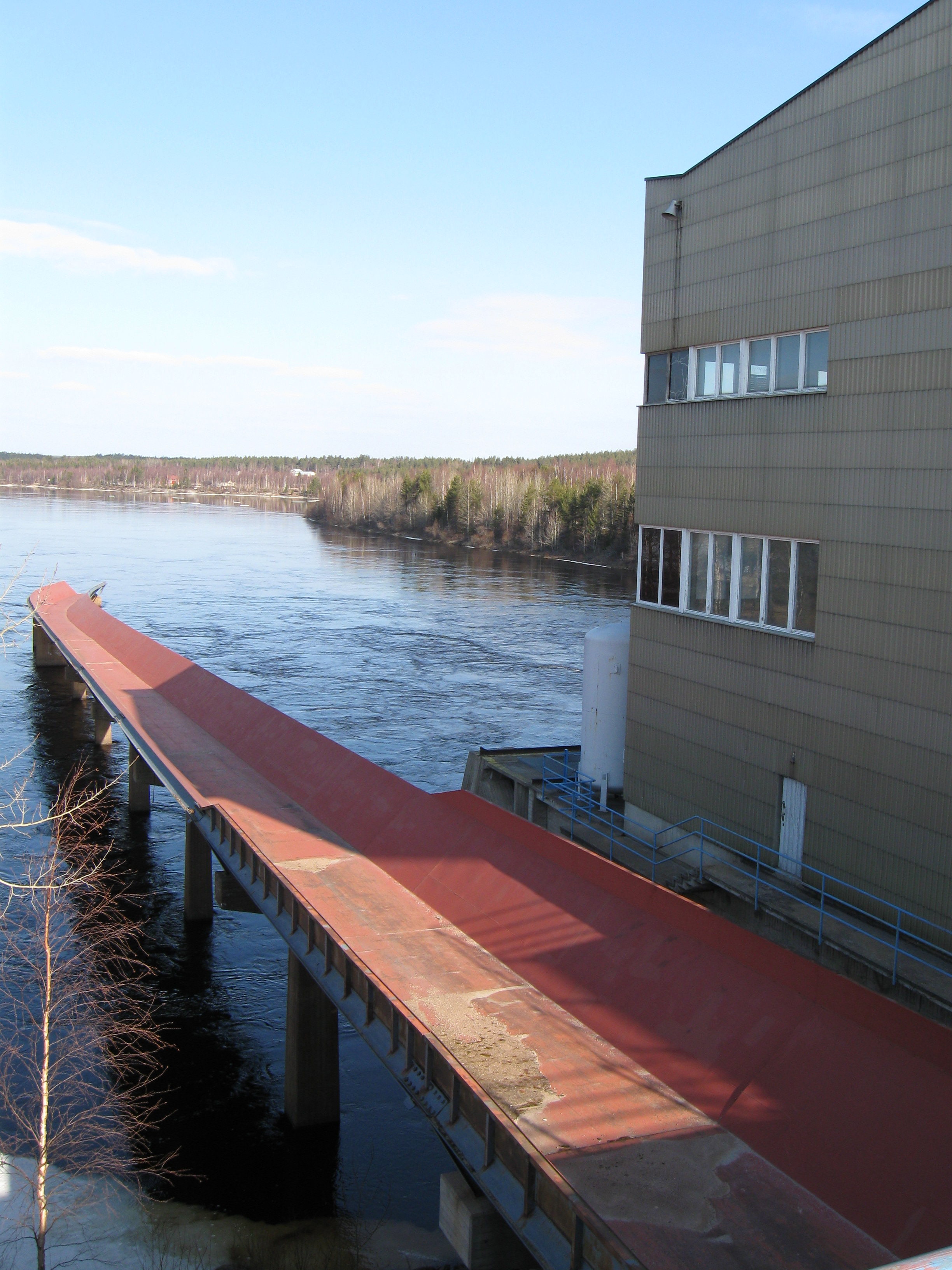
Valajaskoski vattenkraftverk.

Valajaskoski är ett vattenkraftverk i Kemi älv 15 km sydväst om Rovaniemi. 
Kraftverket, som ägs av Kemijoki Oy, byggdes 1957–1960. Fallhöjden är 11,5 meter, effekten 101 MW och den årliga energimängden 339 GWh.